# التوأم (فلم)
التوأم (بالإنجليزية: The Twin) هو فيلم رعب نفسي فنلندي لعام 2022 من إخراج تانيلي موستونين. وكتابة والأنتاج تانيلي موستونين وأليكسي هيفارينن. وبطولة تيريزا بالمر، وستيفن كري، وباربرا مارتن.

## روابط خارجية
- التوأم على موقع IMDb (الإنجليزية)
- التوأم على موقع ميتاكريتيك (الإنجليزية)
- التوأم على موقع روتن توميتوز (الإنجليزية)
- التوأم على موقع ألو سيني (الفرنسية)
- التوأم على موقع فيلمافينيتي (الإسبانية)
- التوأم على موقع قاعدة بيانات الفيلم (الإنجليزية)
- التوأم على موقع ليتربوكسد (الإنجليزية)
- التوأم على موقع كينوبويسك (الروسية)